# Деев-Хомяковский, Григорий Дмитриевич
Григорий Дмитриевич Деев-Хомяковский (настоящая фамилия — Деев, 1888—1946) — русский и советский поэт и педагог, общественный деятель.

## Биография
Родился в крестьянской семье. Был пастухом, батраком. В 6 лет выучился грамоте у местного сапожника. В 1899 году после окончания земской школы родители отдают его в Москву в обучение сапожному делу; вскоре поступает на работу в булочную Филиппова. В 1905 году ушёл в монастырь послушником, но вынужден был вернуться в Москву, чтобы помочь родителям, терпевшим крайнюю нужду. В 1905 году принял активное участие в декабрьских событиях на Пресне, вступил в РСДРП (б). Работал в типографии и одновременно учился на Пречистенских рабочих курсах. 
В 1909 году сдал экзамен на учителя. С 1908 года активный участник, а затем председатель Суриковского литературно-музыкального кружка. В 1910 году поступил в Московский университет (откуда в 1912 году был исключён как «опасный элемент») и в Народный университет А. Л. Шанявского (оба университета закончил экстерном в 1917 году). Преподавал в гимназии А. Е. Флёрова историю и географию.
С 1922 года по 1927 год — председатель Всероссийского общества крестьянских писателей. Автор нескольких сборников стихов, а также сборника революционных и народных песен. В 1928 году оставил литературную деятельность и вернулся к педагогике.

## Избранные произведения
- «Машина башня», 1911,
- «Зорька», 1917,
- «Борозды», 1919,
- «Кудель», 1926,
- пьеса «Молодель», 1924 (переиздана в 1927 году под названием «На Перекоп»).\

## Архив
В Российском государственном архиве литературы и искусства хранится объемный фонд Г.Д. Деева-Хомяковского, который насчитывает 2112 единиц хранения и охватывает период с 1879 по 1950 гг. Основу фонда составляют рукописи (стихотворения, повести, рассказы, пьесы; статьи и очерки о С.А. Есенине, А.С. Неверове, И.3. Сурикове, Ф.С. Шкулеве и др.; воспоминания о революции 1905 г. на Красной Пресне, доклад о классах и классовой борьбе и проч.), записные книжки, письма, личные документы, фотографии.